# ホルターネック

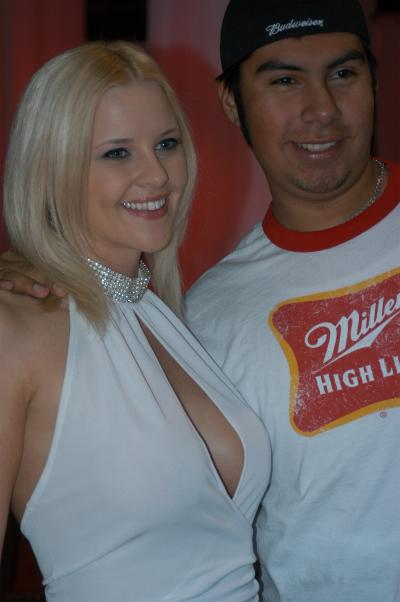
ドレスにおけるホルターネックの例

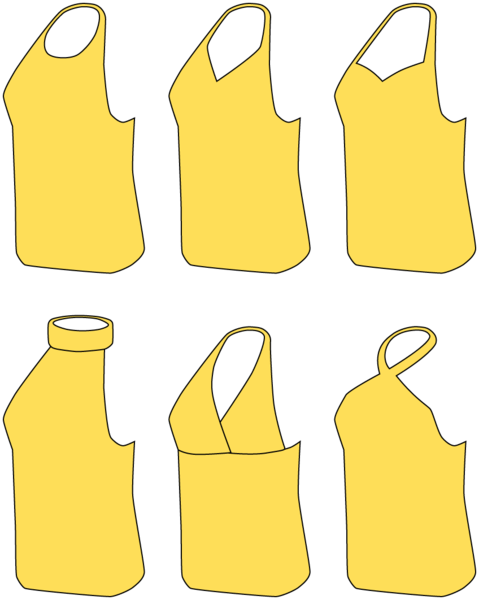
様々なホルターネック

ホルターネック（英: halterneck）とは、女性の衣服のストラップの一つで、シングルストラップ（または幅のある布）を服の前から首の後ろに回して結んだ形式。
近年SNSや個人ブログ、インターネット通販サイトを中心に「ホルダーネック」と誤って記載されている事例が散見されるが、上記の由来に基づくと正しくは「ホルターネック」である。

## 概要
背中を大きく見せる効果がある。ホルター（halter）とは馬などの首の周りに着用する頭絡の一種・無口のこと。
ホルターネックは水着でも一般的に使われ、背中の日焼け面を最大限にすると同時に水着の日焼けラインを最小限に抑えることができる。ホルターネックはバックレスドレス（背中の大きく開いたドレス）やバックレストップなど、ドレスやシャツでもよく使われる。ネックストラップは着ている人の髪で隠されるので、ストラップの印象を最小限に抑えることができる。
ホルターネックのトップスの下にブラジャーを着用する場合、一般的なブラジャーだと背中のストラップが見えてしまうため、基本的にブラジャーもストラップレスかホルターネックになる。
ホルタートップとは、タンクトップによく似たノースリーブのトップスで、ストラップがホルターネックとなっている。首のうしろと背中の真ん中を細いストラップで結んだ形式のホルタートップもあり、こうなるとほとんどバックレスに近い。このデザインはビキニにも似ているが、胸部と腹部を布が覆っている点がビキニと違う。

## 画像

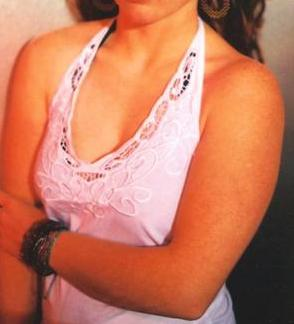
ホルタートップの女性
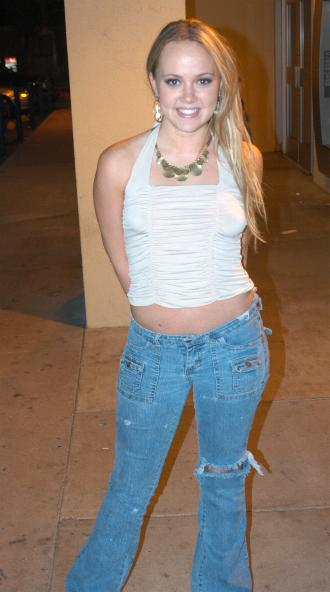
ローライズジーンズとホルターネック
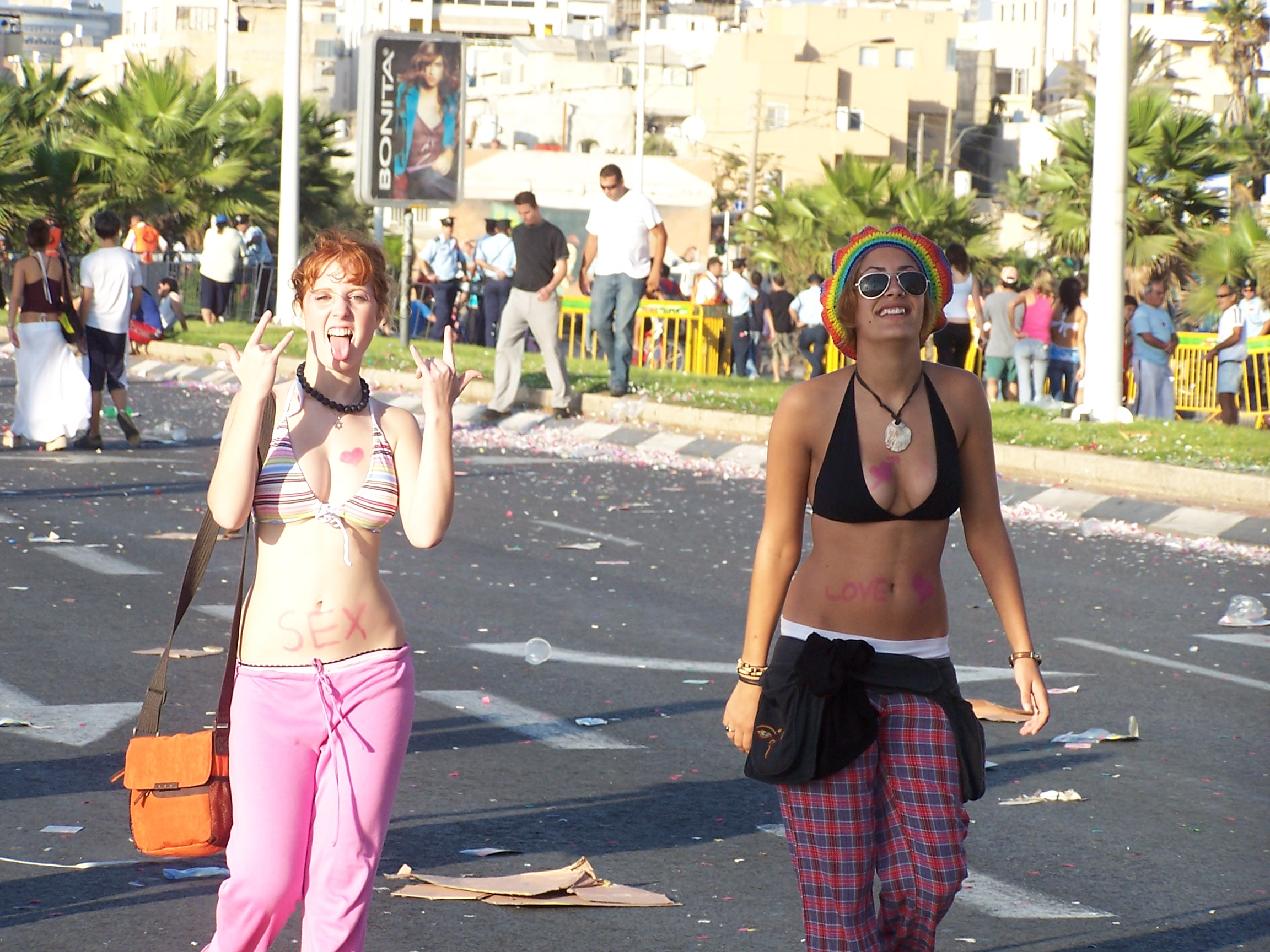
二人の女性
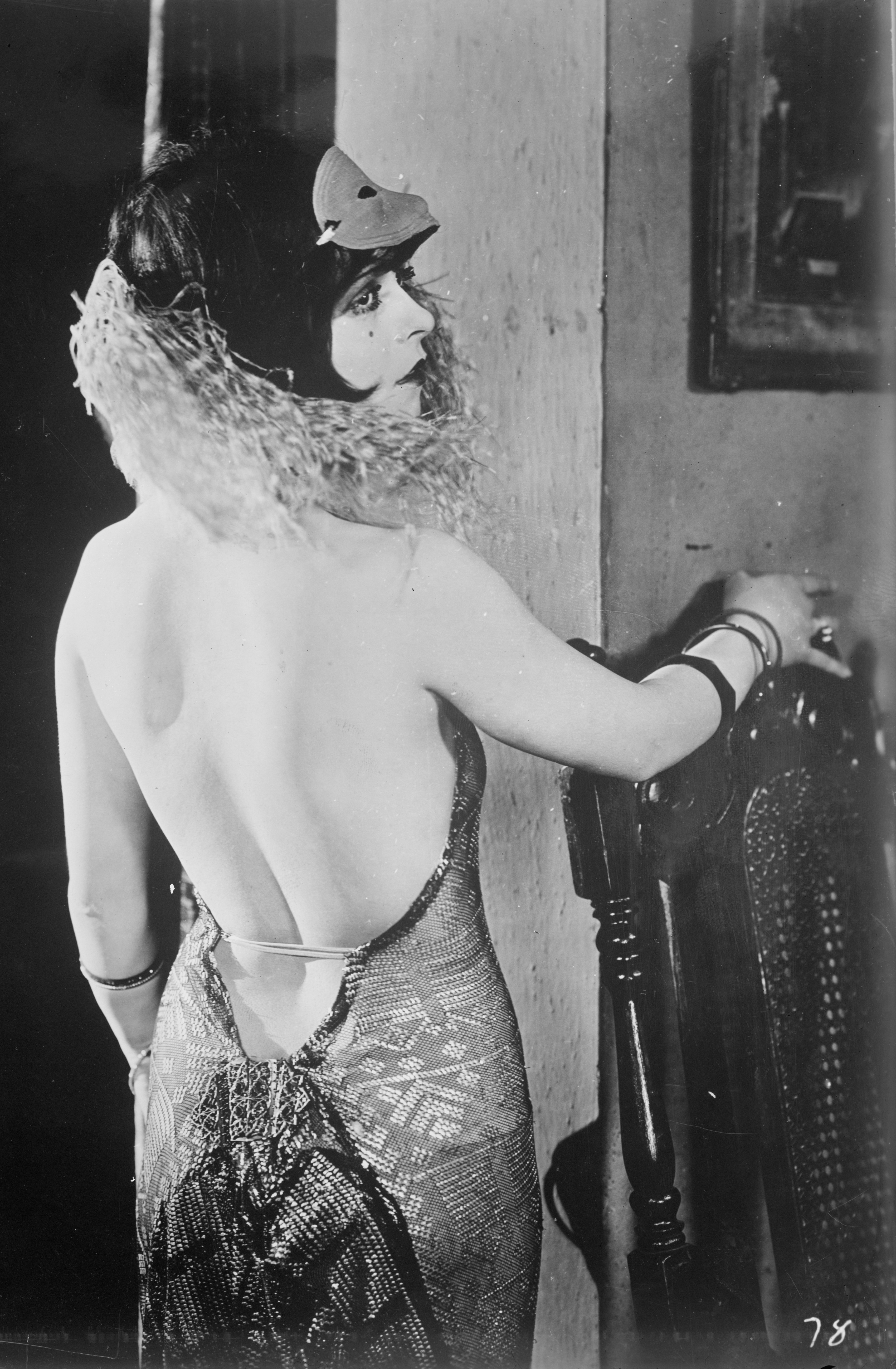
バックレスドレスを着たクララ・ボウ。1920年代中頃

## 文化的側面
ホルターネックの服は背中の上部または中部を露出し、肩甲骨を見せるので、他のスタイルよりも刺激的な服装だとみなされている。私服が許可されているアメリカの高校でも、「スパゲティストラップ」と呼ばれる極細ストラップのような肌を露わにする服装と同様、ホルターネックが刺激的な服装として禁止されているところも多い。